# ماکس رایت
ماکس رایت (انگلیسی: Max Wright؛ زادهٔ ۲ اوت ۱۹۴۳ - درگذشته ۲۶ ژوئن ۲۰۱۹) یک هنرپیشه اهل ایالات متحده آمریکا بود.

## گزیده فیلمشناسی
از فیلم‌ها یا برنامه‌های تلویزیونی که وی در آن نقش داشته‌است می‌توان به آثار زیر اشاره کرد.
- اینطور چیزها (فیلم) (۱۹۷۹)
- سیمون (فیلم ۱۹۸۰) (۱۹۸۰)
- سرخ‌ها (۱۹۸۱)
- سایه (فیلم ۱۹۹۴) (۱۹۹۴)
- رؤیای شب نیمه تابستان (فیلم ۱۹۹۹) (۱۹۹۹)
- چیرز (۱۹۸۶)
- مورفی براون (۱۹۹۳)
- دوستان (مجموعه تلویزیونی) (۱۹۹۴–۱۹۹۵)
- نسخه اولیه (۱۹۹۶)
- نمایش درو کری (۱۹۹۹)